# 湖口县
湖口县是中国江西省九江市下辖的一个县，位于江西省北部、鄱阳湖之口，长江南岸，邻接安徽省，縣政府駐双钟镇石鐘山大道1號。
湖口縣以名江、名湖、名山、名城為依託，確立了在鄱陽湖水上旅遊的龍頭和中心地位，形成了“二日遊”格局。是“中國民間藝術之鄉”、“戲曲之鄉”和“中華詩詞之鄉”。

## 历史

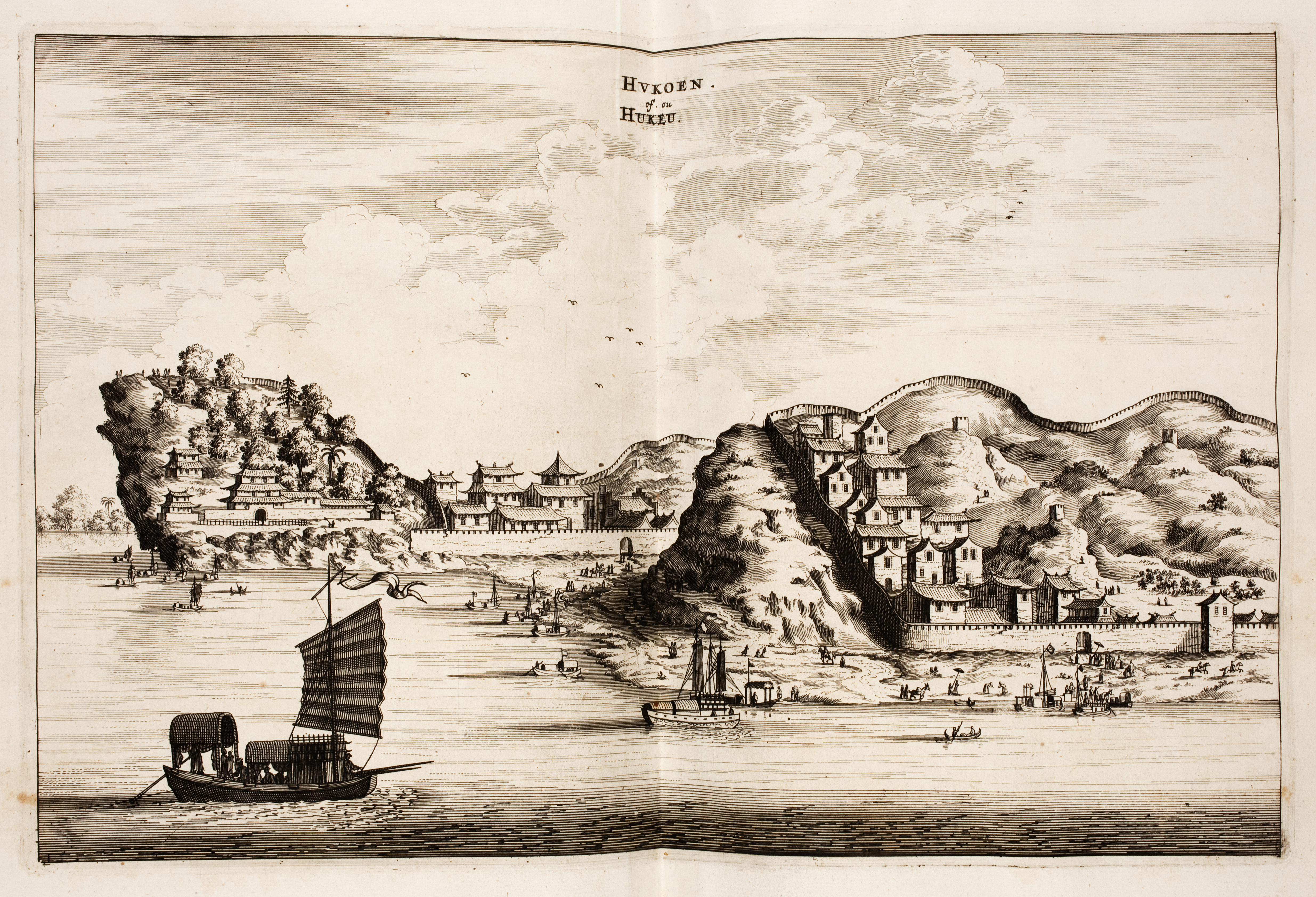
荷兰人约翰·纽霍夫在1665年所画的湖口风景图

东汉建武二年（26年）属彭泽县。南朝宋（420—479年）始设湖口戍，仍隶属彭泽县。南唐升元二年（938年）析彭泽县的彭泽乡、五柳乡之半置湖口县，县治枭阳镇（今双钟镇西南），隶属奉化军。

## 地理
湖口大部分海拔在50米以下，约占80%，湖口属鄱阳湖冲积平原区，但为丘陵地带，山丘起伏，水域宽广，耕地多为梯田梯地。山地占22.01%，水域占28.2%，耕地占23.3%。东南群山环抱，西北江湖环绕，中部小丘垄埂起伏；由东南向西北倾斜。 
属北亚热带湿润区。年均气温17.4℃；1月均温约4.2℃，7－8月均温28.8℃；无霜期258.8天；年均降水量1442.5毫米；全年日照数约1983.8小时。

## 行政区划
湖口县下辖7个镇、5个乡：
双钟镇、流泗镇、马影镇、武山镇、城山镇、均桥镇、凰村镇、大垅乡、张青乡、傅垅乡、舜德乡、流芳乡、南北港水产场和武山垦殖场。

## 人口
截至2021年，湖口縣户籍人口289065人；其中城鎮人口95025人，鄉村人口194040人，常住人口222197人。

## 交通
- 351国道过境。

## 旅游
- 石钟山